# Нойкірхен-бай-Зульцбах-Розенберг
Нойкірхен-бай-Зульцбах-Розенберг (нім. Neukirchen bei Sulzbach-Rosenberg) — громада в Німеччині, розташована в землі Баварія. Підпорядковується адміністративному округу Верхній Пфальц. Входить до складу району Амберг-Зульцбах. Центр об'єднання громад Нойкірхен-бай-Зульцбах-Розенберг.
Площа — 45,75 км2. Населення становить 2472 ос. (станом на 31 грудня 2020).

## Галерея

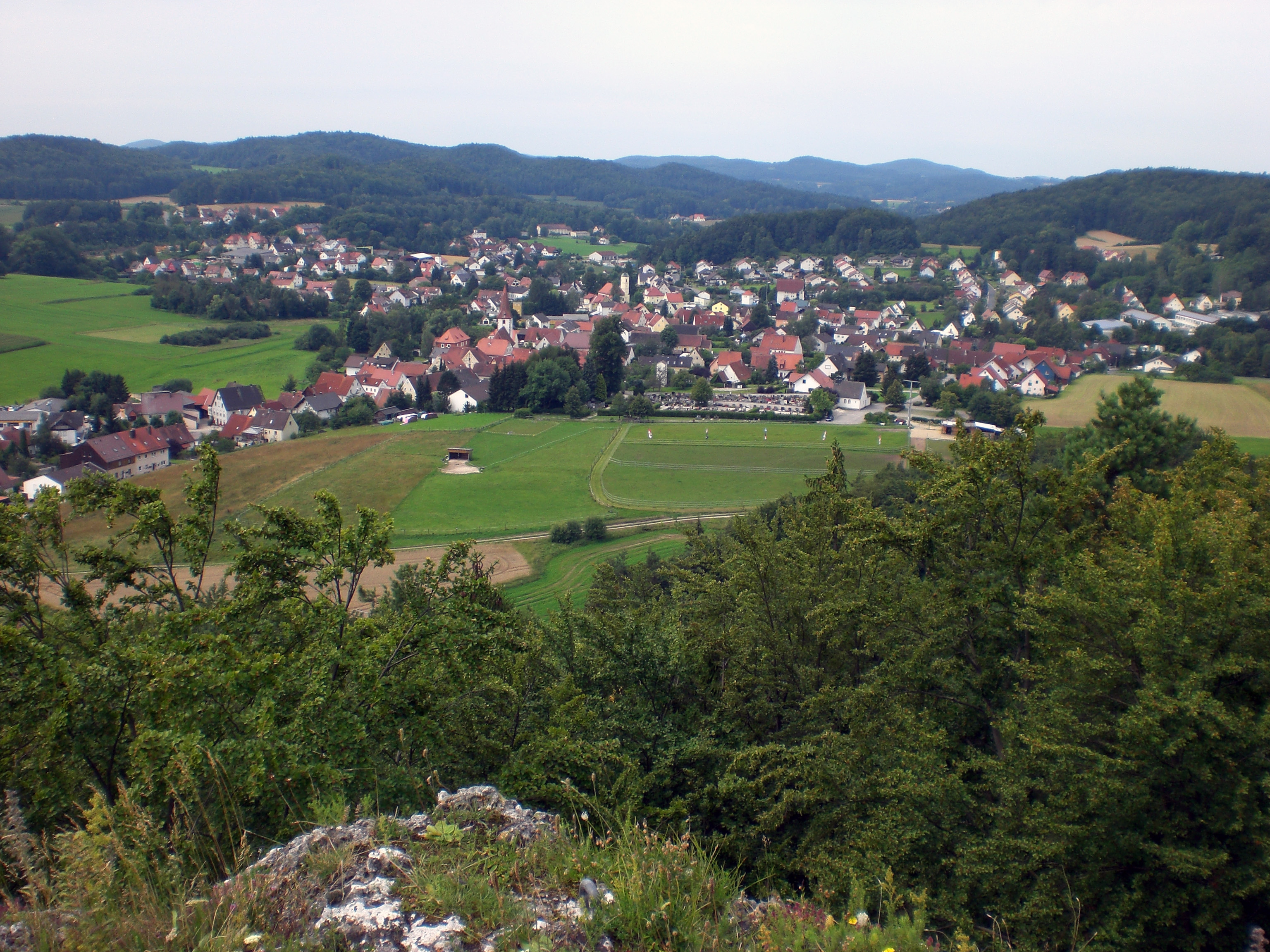
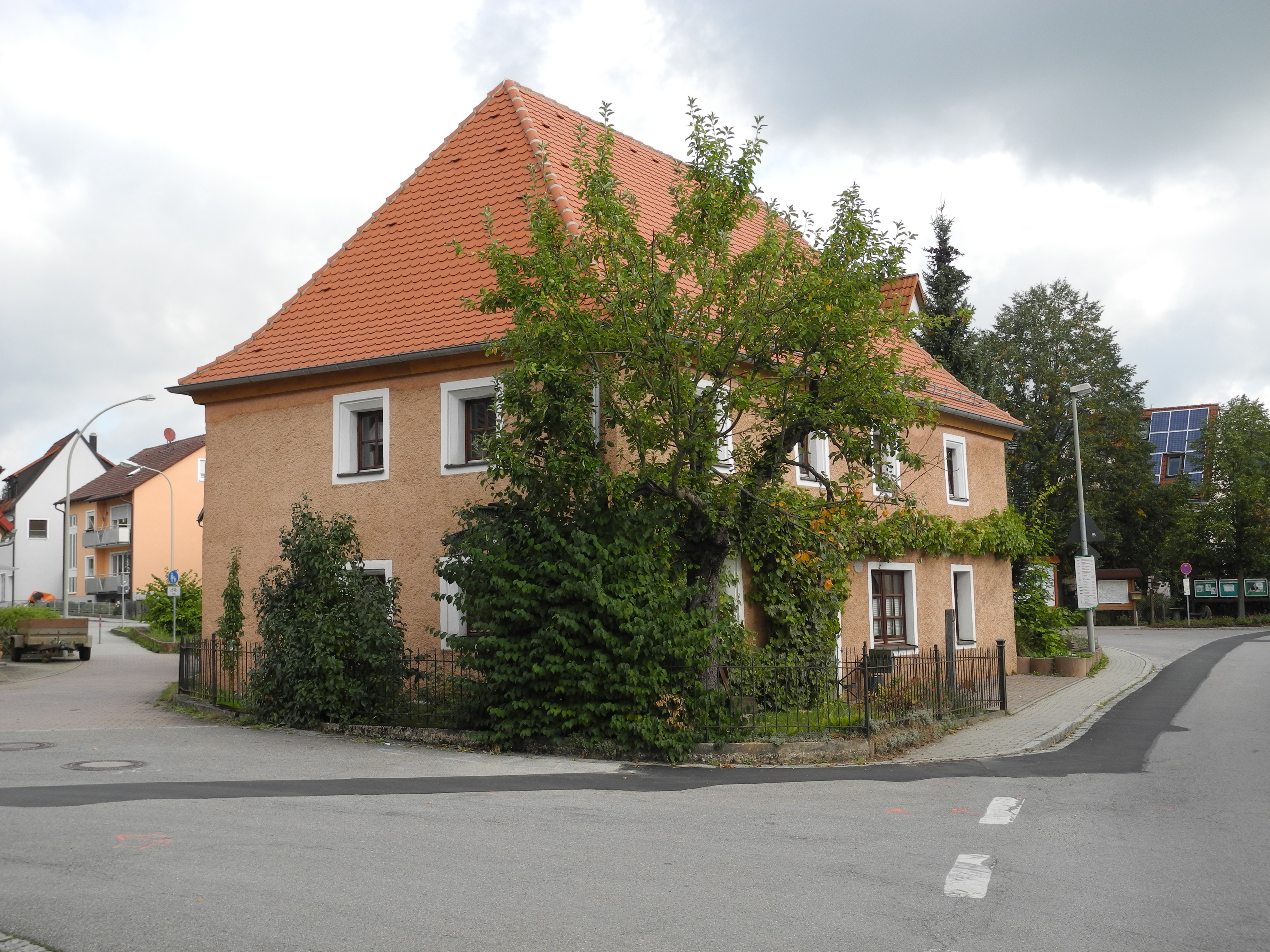
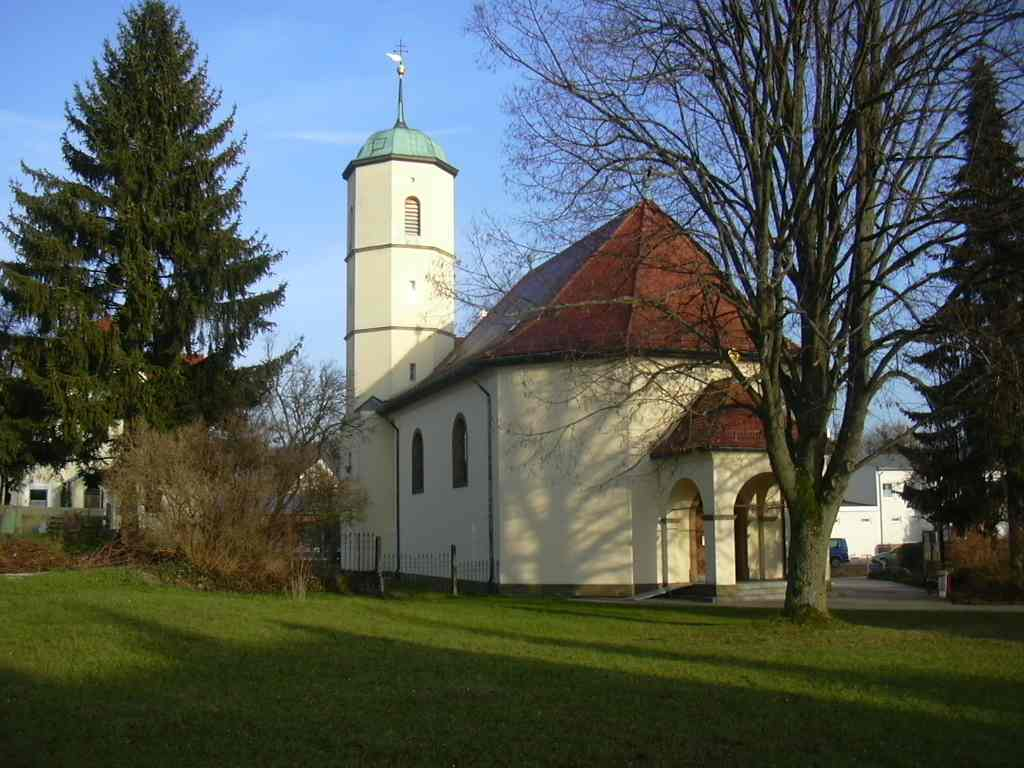
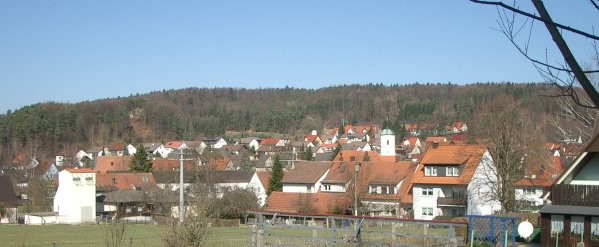